# مات غراهام (متزحلق حر)
مات غراهام (بالإنجليزية: Matt Graham)‏ هو متزحلق حر أسترالي، ولد في 23 أكتوبر 1994 في North Gosford ‏ في أستراليا.

## وصلات خارجية
- مات غراهام على موقع الاتحاد الدولي للتزلج (التزلج الحر) (الإنجليزية)
- مات غراهام على موقع اللجنة الأولمبية الدولية (الإنجليزية)
- مات غراهام على موقع أوليمبيديا (الإنجليزية)
- مات غراهام على موقع اللجنة الأولمبية الأسترالية (الإنجليزية)